# Karl-Heinz von Hassel
Karl-Heinz von Hassel (Hamburg, 8 februari 1939 – aldaar, 19 april 2016) was een Duits acteur.

## Biografie
Von Hassel begon zijn loopbaan in 1966. Hij verscheen in Tatort als commissaris Brinkmann. Ook acteerde hij vaak in films van Rainer Werner Fassbinder zoals Lili Marleen, Querelle, Lola en Die Ehe der Maria Braun. 
von Hassel overleed in 2016 op 77-jarige leeftijd.

## Filmografie
- 1966: Old Shaky
- 1967: Die fünfte Kolonne - Ein Anruf aus der Zone (televisieserie)
- 1967: Cliff Dexter - Doppelte Prämie (televisieserie)
- 1968: Mord in Frankfurt
- 1968: Das Ferienschiff (televisieserie, 3 afleveringen)
- 1969: Marinemeuterei 1917
- 1969: Das Wunder von Lengede
- 1970: Wie eine Träne im Ozean
- 1970: Ende der Vorstellung 24 Uhr
- 1970: Der Portland-Ring
- 1970: Das Kriminalmuseum - Wer klingelt schon zur Fernsehzeit (televisieserie)
- 1971: Tatort – Auf offener Straße (televisieserie)
- 1971: Operation Walküre
- 1971: Ein Vogel bin ich nicht (televisiefilm)
- 1972: Tatort – Strandgut (televisieserie)
- 1972: Die Rote Kapelle
- 1972: Die merkwürdige Lebensgeschichte des Friedrich Freiherrn von der Trenck
- 1973: Tatort – Jagdrevier (televisieserie)
- 1974: Im Vorhof der Wahrheit
- 1974: Die unfreiwilligen Reisen des Moritz August Benjowski
- 1974: Tatort – Gefährliche Wanzen (televisieserie)
- 1975: Stellenweise Glatteis
- 1974: Tatort – Die Rechnung wird nachgereicht (televisieserie)
- 1975: LH 615 – Operation München
- 1976: Tatort – Augenzeuge (televisieserie)
- 1976: Tatort – Zwei Flugkarten nach Rio (televisieserie)
- 1976: Vier gegen die Bank
- 1977: Bolwieser
- 1978: Heinrich Heine
- 1978: Jauche und Levkojen
- 1978: Wallenstein
- 1979: Die Ehe der Maria Braun
- 1979: Das Ding
- 1980: Tatort – Kein Kinderspiel (televisieserie)
- 1980: Tatort – Hände hoch, Herr Trimmel! (televisieserie)
- 1981: Lili Marleen
- 1981: Lola
- 1982: Ein Fall für zwei – Brandstiftung
- 1982: Der Androjäger - Der Mann ohne Farbe (titelrol)
- 1982: Querelle
- 1983: Im Zeichen des Kreuzes
- 1983: Kiez – Aufstieg und Fall eines Luden
- 1984: Abgehört
- 1985: Backfischliebe (literatuurverfilming)
- 1985–2001: Tatort, als hoofdinspecteur Edgar Brinkmann
- 1986: Der Sommer des Samurai
- 1987: Großstadtrevier
- 1988: Die Geierwally
- 1988: Der Alte – Brief eines Toten
- 1988: Schwarz Rot Gold – Schwarzer Kaffee (televisieserie)
- 1993: Die Denunziantin
- 1995: Evelyn Hamanns Geschichten aus dem Leben – Der Wasserhahn
- 1997: Evelyn Hamanns Geschichten aus dem Leben – Wege zum Ruhm
- 2012: In aller Freundschaft (televisieserie, eine aflevering)

- Gemeinsame Normdatei: 1062065085
- International Standard Name Identifier: 0000 0001 3314 5888
- Library of Congress Control Number: no2014042112
- Virtual International Authority File: 307471738
- WorldCat: E39PBJbRprpPMxw883FCRpHt8C